# Filika Dimo
Filika Dimo (ur. 1 sierpnia 1939 w Tiranie, zm. 21 października 2021 w Belgii) – albańska aktorka.

## Życiorys
Ukończyła studia na wydziale aktorskim Instytutu Sztuk w Tiranie. Po studiach rozpoczęła pracę w Teatrze Ludowym w Tiranie. Przez większość kariery artystycznej była związana z Teatrem Aleksandra Moisiu w Durrës.
Na dużym ekranie zadebiutowała w 1959 niewielką rolą Shpresy w obrazie Burza. Zagrała potem jeszcze w trzech filmach fabularnych. Ostatnie lata swojego życia spędziła w Belgii.
Była mężatką (mąż Zef Ujkaj pracował jako scenograf w teatrze).

## Filmografia
- 1959: Burza jako Shpresa
- 1984: Koha nuk pret jako Beatrice Schmid
- 1980: Dёshmorёt e monumentёve jako etnografka Kepler
- 1990: Fletё tё bardha jako Elvira